# Drontovití
Drontovití (Raphinae) je vyhynulá podčeleď holubovitých ze souostroví Maskarény v Indickém oceánu. Předchozí systematika považovala drontovité za samostatnou čeleď, protože ještě nebyly osvětleny příbuzenské vztahy s jinými druhy holubů.
Tato podčeleď zahrnuje 2 druhy: dronte mauricijský (Raphus cuculatus) a dronte samotářský (Pezophaps solitaria). Ti dohromady tvoří jeden klad, jemuž je nejblíže příbuzný stále žijící holub nikobarský (Caloenas nicobarica). Poslední společný předek dronta mauricijského a dronta samotářského žil před asi 25,6 miliony lety.
Oba druhy vyhynuly v důsledku lidského lovu a zavlečených predátorů po západní kolonizaci v 17. století.